# エレナ・ドルレアンス
エレナ・ドルレアンス（イタリア語: Elena d'Orléans, フランス語: Hélène Louise Françoise Henriette d'Orléans, 1871年6月13日 - 1951年1月21日）は、イタリアのアオスタ公エマヌエーレ・フィリベルトの妻。フランス語名はエレーヌ。

## 生涯

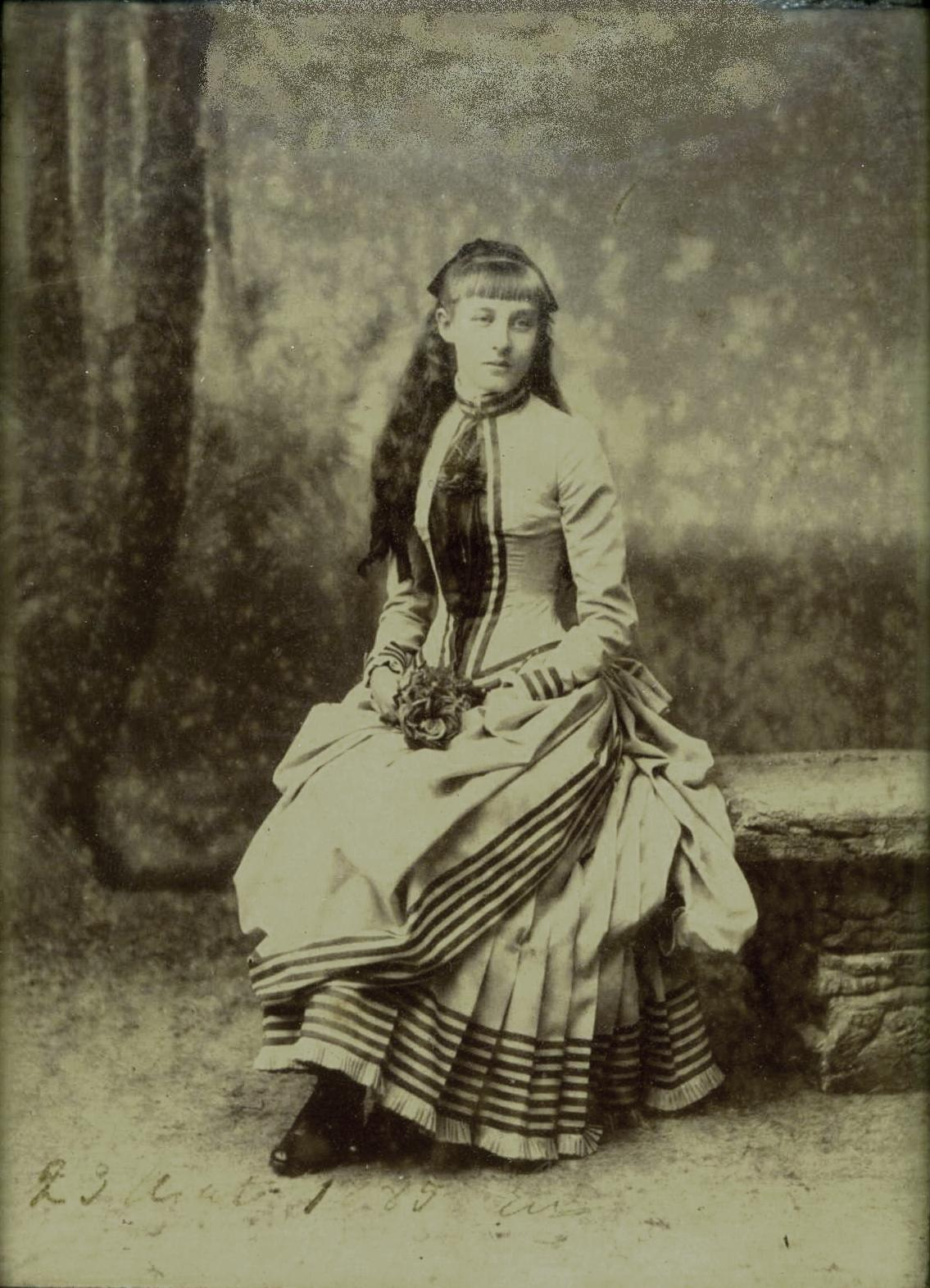
1885年頃のエレーヌ

フランス王位請求者のパリ伯フィリップとその妻マリー＝イザベル・ドルレアンの次女として、イギリスのトゥイッケナムで生まれた。少女時代のエレーヌは、イギリス王子のクラレンス公アルバート・ヴィクターの花嫁候補とされた。しかし、父フィリップが結婚に伴いエレーヌがイングランド国教会に改宗することに難色を示したため、成立しなかった。次に、皇太子ニコライ（のちのニコライ2世）の花嫁を探すためヨーロッパを歴訪していたロシア皇帝アレクサンドル3世に見初められたが、ニコライがヘッセン大公女アリックスと恋仲になったことから、これもご破算となった。
1895年、キングストン＝オン＝テムズでエマヌエーレ・フィリベルトと結婚した。
第一次世界大戦のリビアで、エレナは志願して看護婦として赤十字社で働き、戦後に勲章を授けられた。その後、研究のためにアフリカ、極東、オーストラリアを旅行した。
1931年、エマヌエーレ・フィリベルトと死別した。1936年、オットー・カンピオーニ大佐と再婚した。
第二次世界大戦中、エレナはファシズムの擁護者となり、彼女の息子たちはムッソリーニに重用された。彼女が熱烈なイタリア愛国者に転向したことは生家のオルレアン家に衝撃を与え、エレナと両親の仲は断絶してしまった。
1951年、カステッランマーレ・ディ・スタービアで死去した。ナポリのマードレ・デル・ブオン・コンシーリョ教会に埋葬された。

## 子女
- アメデーオ（1898年 - 1942年） - 第3代アオスタ公
- アイモーネ（1900年 - 1948年） - 第4代アオスタ公